# Konrad Weiß
Konrad Weiß (Rauhenbretzingen, 1º maggio 1880 – Monaco di Baviera, 4 gennaio 1940) è stato uno scrittore tedesco.

## Biografia
Konrad Weiß nacque nel 1880 in una piccola città del Distretto governativo di Stoccarda da un povero contadino, crescendo in condizioni difficili insieme a nove fratelli. Ciò nonostante, riuscì comunque a frequentare la scuola superiore e a studiare teologia cattolica, storia dell'arte e tedesco a Tubinga, Monaco e Friburgo in Brisgovia. Nel 1905 divenne direttore artistico della rivista Hochland, che lo influenzò con il suo rinnovamento culturale e letterario cattolico. In seguito divenne l'editore responsabile degli articoli artistici della rivista. Nel 1920, tuttavia, il suo rapporto teso con l'editore della rivista Carl Muth spinse Weiß a trasferirsi al Munich Latest News come critico d'arte. Fu amico dell'artista Eugen Senge-Platten, con il quale condivise anche dei viaggi.

## Poesia
Opponendonsi allo stile classico, scrisse articoli sull'arte antica tedesca, sul gotico e sui suoi "viaggi nell'arte". Il suo primo libro di poesie, Tantum dic verbo, venne pubblicato nel 1918. Seguirono altre raccolte negli anni '20 e '30: The Cumaean Sibyl (1921), The Heart of the Word (1929) e The Realm of the Earth (1939).

## Opere
- Tantum dic verbo , Kurt Wolff Verlag, Lipsia 1918
- Al Getsemani storico. Esperimenti raccolti, Matthias Grünewald Verlag, Mainz 1919
- La Sibilla Cumana, Georg Müller Verlag, Monaco di Baviera 1921
- La piccola creazione, Georg Müller Verlag, Monaco di Baviera 1926 (nuova edizione Monaco di Baviera 1990, ISBN 3-920856-01-5 ) (it. La piccola creazione 2014, ISBN 978-88-96986-21-9 )
- Il problema contemporaneo del gotico. Con riflessioni sul problema dell'arte borghese, Benno Filser Verlag, Augusta 1927
- La leonessa. Quattro incontri, Benno Filser Verlag, Augusta 1928
- Il cuore della parola, Benno Filser Verlag, Augusta 1929
- Tantalus, Benno Filser Verlag, Augusta 1929
- L'Epimeteo cristiano, Edwin Runge, Berlino 1933
- Corradino di Hohenstaufen. Una tragedia, Insel-Verlag, Lipsia 1938
- Il regno significativo della terra, Insel-Verlag, Lipsia 1939
- Lo specchio mattutino della Germania. Un libro di viaggio in due parti, Kösel-Verlag, Monaco di Baviera 1950
- The Imperial Love Conversation, Kösel-Verlag, Monaco di Baviera 1953
- Vagabondi dei tempi. Immagini di viaggio della Germania meridionale, ed. v. Friedhelm Kemp, Kösel-Verlag, Monaco di Baviera 1958.
- Immagini di viaggio della Germania meridionale, Monaco di Baviera 1989, ISBN 3-920856-02-3
- Il serpente di bronzo e altre piccole prose, Marbach 1990, ISBN 3-933679-00-1
- Una neve mattutina (selezione di poesie), Monaco di Baviera 2005, ISBN 3-86520-150-4
- Il cuore insaziabile (selezione di poesie e prosa), Hagen-Berchum 2011, ISBN 978-3-942090-12-4